# Dupnica
Dupnica (bulharsky Дупница) je město v západním Bulharsku, na úpatí pohoří Rila, asi 50 kilometrů jižně od hlavního města Bulharska Sofie. Je správním střediskem stejnojmenné obštiny a je to druhé největší město v Kjustendilské oblasti. Žije zde přibližně 34 tisíc obyvatel.

## Historie
Sídla na území města existují od pozdní doby kamenné. Podle nedalekého města Germanea se usuzuje, že obyvatelstvo bylo thrácké. Ve starověku oblast dobyli Makedonci a později Římané. Archeologické studie ukazují, že v dnešním centru stávala raně byzantská pevnost z 5. nebo 6. století a poblíž také most přes řeku Džerman. Ve středověku město náleželo první a druhé bulharské říši, Byzanci a krátce Dušanovskému Srbsku. Po pádu Velbuždského despotátu se Dupnica stala součástí Osmanské říše.
Opevnění města podle pověsti nechal strhnout paša Lala Šahín. Nejstarší známá zmínka o městě je fragment podrobného berního rejstříku z roku 1451, ve kterém je na seznamu pernické čtvrti Carkva zmíněn jistý Radoj, z vesnice Dupnije. Další zmínka je z roku 1499 v cestopisu německého rytíře Arnolda von Harf, který město zaznamenal jako Tobinica. Město je zmiňováno znovu v roce 1565 , a to už jako Dupnica a v Londýnském evangeliu z roku 1578 jako Dupenitza. V roce 1634 byl název města zaznamenán jako Dupneca. Je zřejmé, že se jedná o různé přepisy stejného názvu pocházejícího nejspíš ze starého bulharského slova ve významu děrovaný anebo vyřezávaný. Mezi 14. a 18. stoletím byla Dupnica důležitou zastávkou na cestě z Konstantinopole do západní Evropy, a proto ho zaznamenalo mnoho cestovatelů. Podle amerických misionářů, kteří město navštívili v roce 1859, mělo 10 000 obyvatel – 6 000 Bulharů, zbytek Turci a málo Židů.
Po osvobození Bulharska v roce 1878 a následném Berlínském kongresu v roce 1879 se Dupnica stala součástí Bulharského knížectví. Ve městě se soustředilo mnoho uprchlíků z Makedonie, a tak zde byla v roce 1895 založena makedonská společnost Edinstvo a Goce Delčev založil zahraniční pobočku VMORO. V oné době město patřilo mezi 10 největších měst v Bulharsku, přesto zůstávalo stále vesnicí a regionálními a vzdělávacími centry se stala města, kde se více investovalo. Kvůli útokům turecké armády v roce 1902 nalezlo ve městě útočiště 600 žen a dětí z Makedonie. V prvních letech 20. století bylo město známé svou trvalou podporou Progresivní liberální strany. V roce 1904 bylo do města dislokováno velitelství sedmé rilské divize a následně zde byla postavena vojenská nemocnice jako jedna z nejstarších v Bulharsku. Po skončení první světové války vyhráli volby starosty těsněnci a pod vedením Kosty Petrova ustanovili komunu Dupnica, která trvala 842 dní. Během této doby byly postaveny provizorní domy pro uprchlíky z Makedonie, z městského fondu bylo rozprodáno 150 pozemků pro výstavbu domů pro chudé rodiny, byl otevřen penzion zabezpečující stravování sirotků po rodičích padlých v posledních válkách a byly podniknuty kroky k elektrifikaci města. 21. února 1923 byl starosta zavražděn. Následovala krize v městské radě a až do 19. května 1934 bylo město řízeno jmenovanou prozatímní správní radou. V té době se Dupnica stala centrem produkce tabáku a hornictví. V roce 1935 zde byla otevřena první univerzita – Institut pro učitele nižších gymnázií ve všech specializacích. Během druhé světové války byl zde v březnu 1943 zřízen koncentrační tábor pro více než 4 000 Židů z okupovaných řeckých a jugoslávských území, který byl ale o 10 dnech přesunut do města Lom. Dupnica byla bombardována Spojenci 4. ledna 1944, kdy byla vybrána jako náhradní cíl pro 40 amerických B-17, které měly bombardovat Sofii, ale kvůli husté mlze byly odkloněny. Bylo shozeno 150 bomb, které zničily 40 budov. Za komunistické vlády bylo město v roce 1948 přejmenováno na Stanke Dimitrov, podle místního komunistického funkcionáře. Záhy bylo v roce 1949 přejmenováno znovu podle jeho přezdívky – Marek; tento název se udržel jen do roku 1950, kdy bylo město znovu přejmenováno na Stanke Dimitrov. V roce 1952 byl zde otevřen dětský domov pro dospívající sirotky. Po pádu komunistického režimu byl Dupnici vrácen původní název (1990). V oné době získali velký vliv ve městě gangsteři Angel Christov a Plamen Galev. Měli takový vliv, že se Dupnica někdy označovala jako první soukromé město v Bulharsku. Tato skutečnost a otevření hranic Bulharska měly za následek, že mnoho lidí emigrovalo do italského Milána a amerického Chicaga.

## Obyvatelstvo
Ve městě žije 34 229 obyvatel a je zde trvale hlášeno 37 987 obyvatel.  Podle sčítání 1. února 2011 bylo národnostní složení následující:
- Bulhaři: 29 099 (92.0 %)
- Romové: 2 333 (7.4 %)
- Turci: 14 (0.0 %)
- ostatní: 194 (0.6 %)

## Galerie

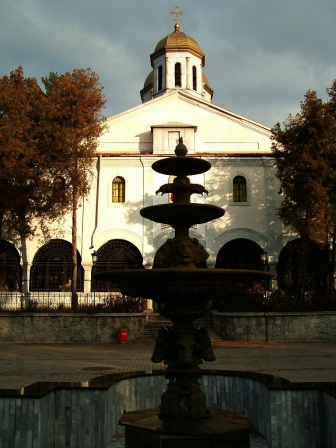
Pravoslavný kostel svatého Jiří
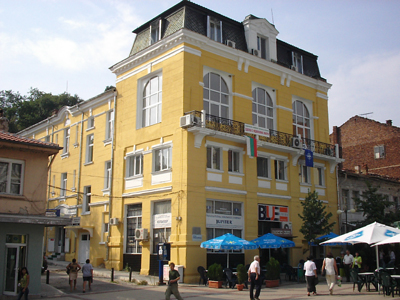
Centrum města
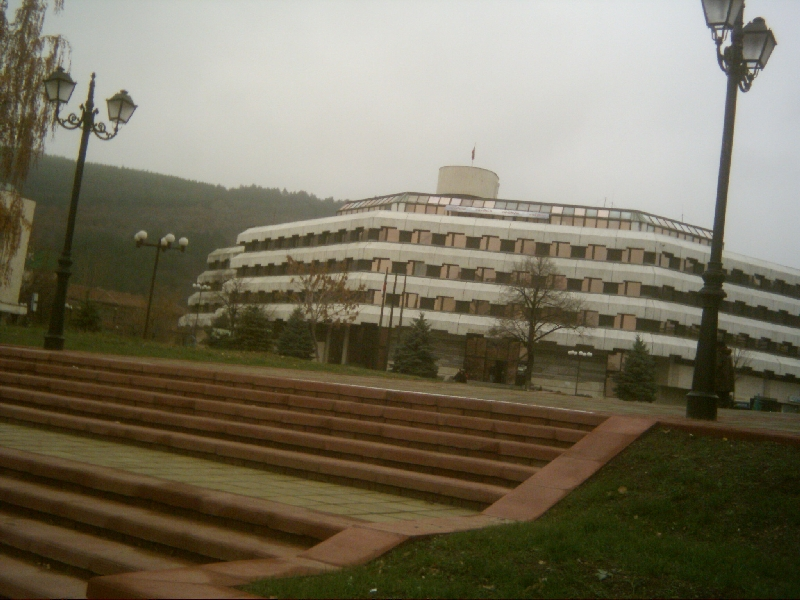
Radnice
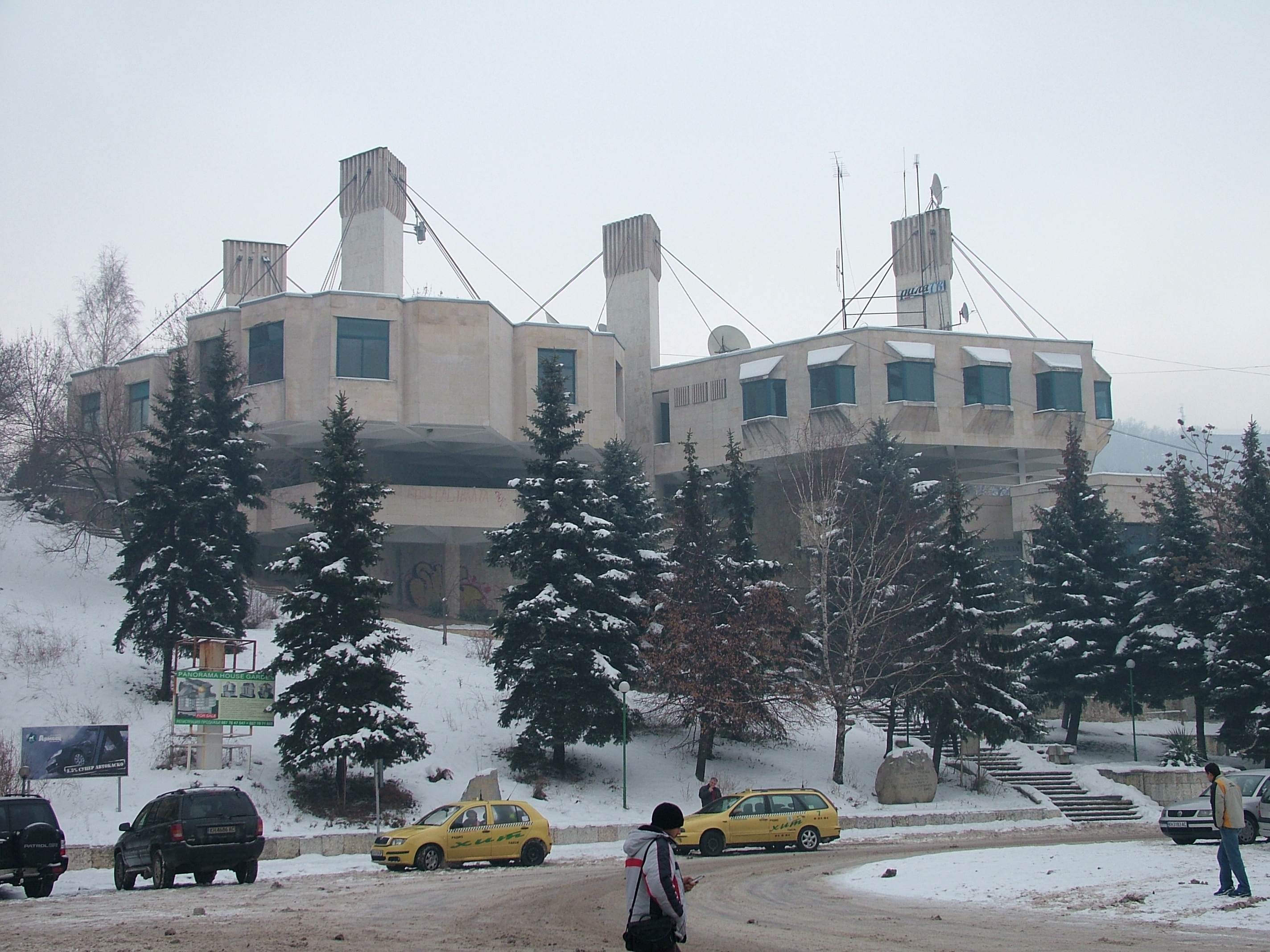
Dům mládeže
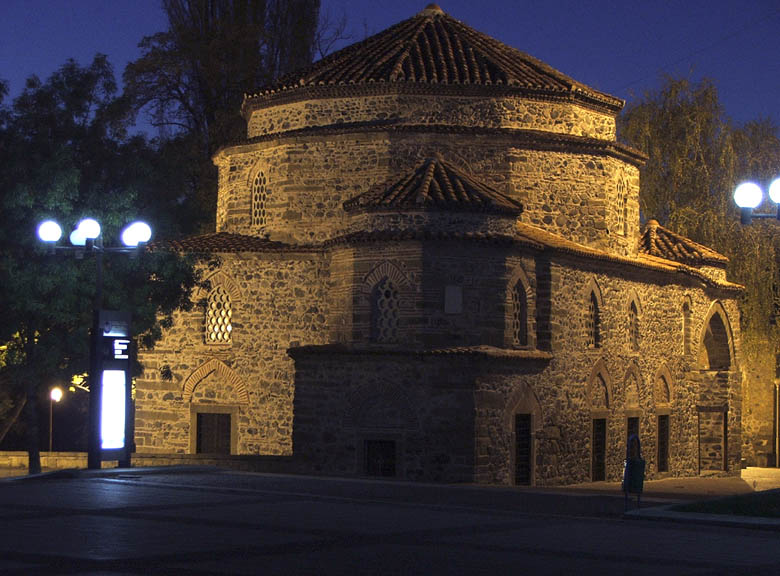
Dupnická mešita v noci
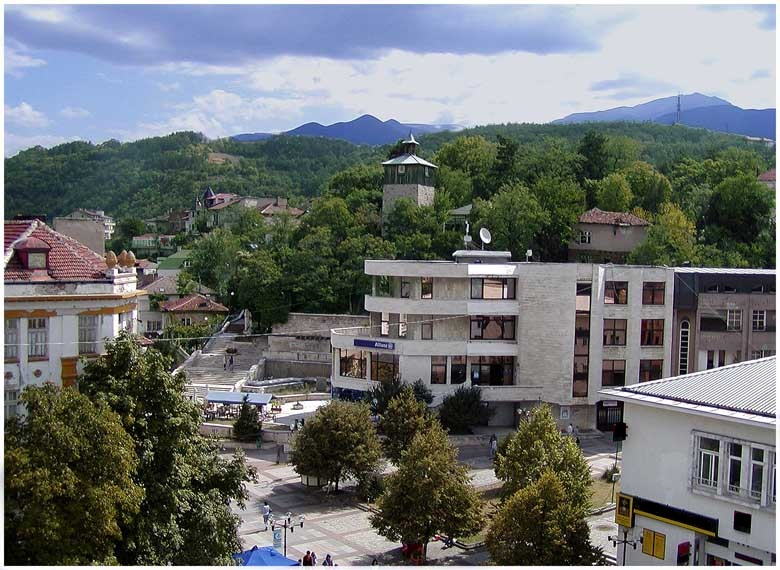
Pohled na centrum města
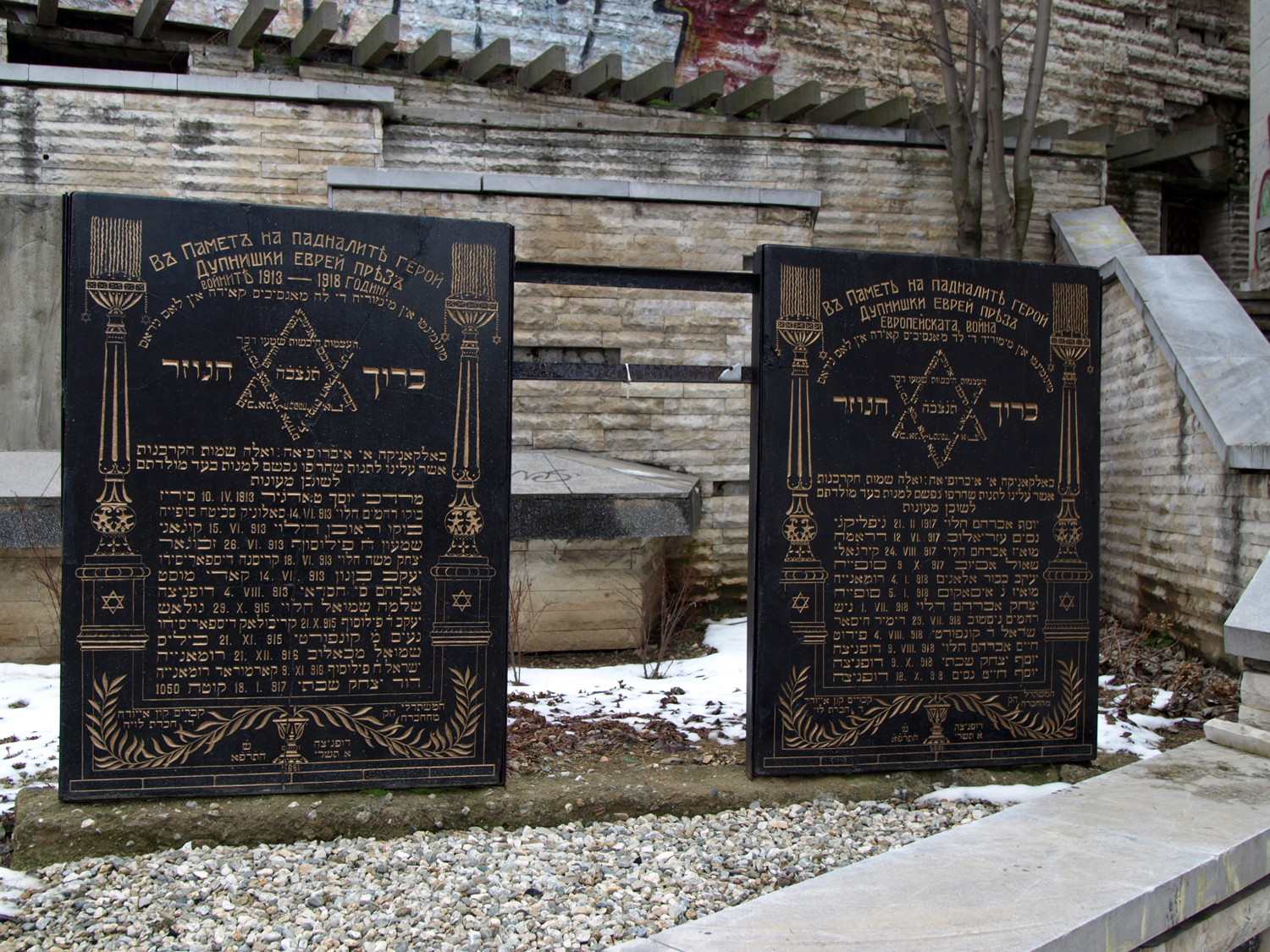
Židovský památník
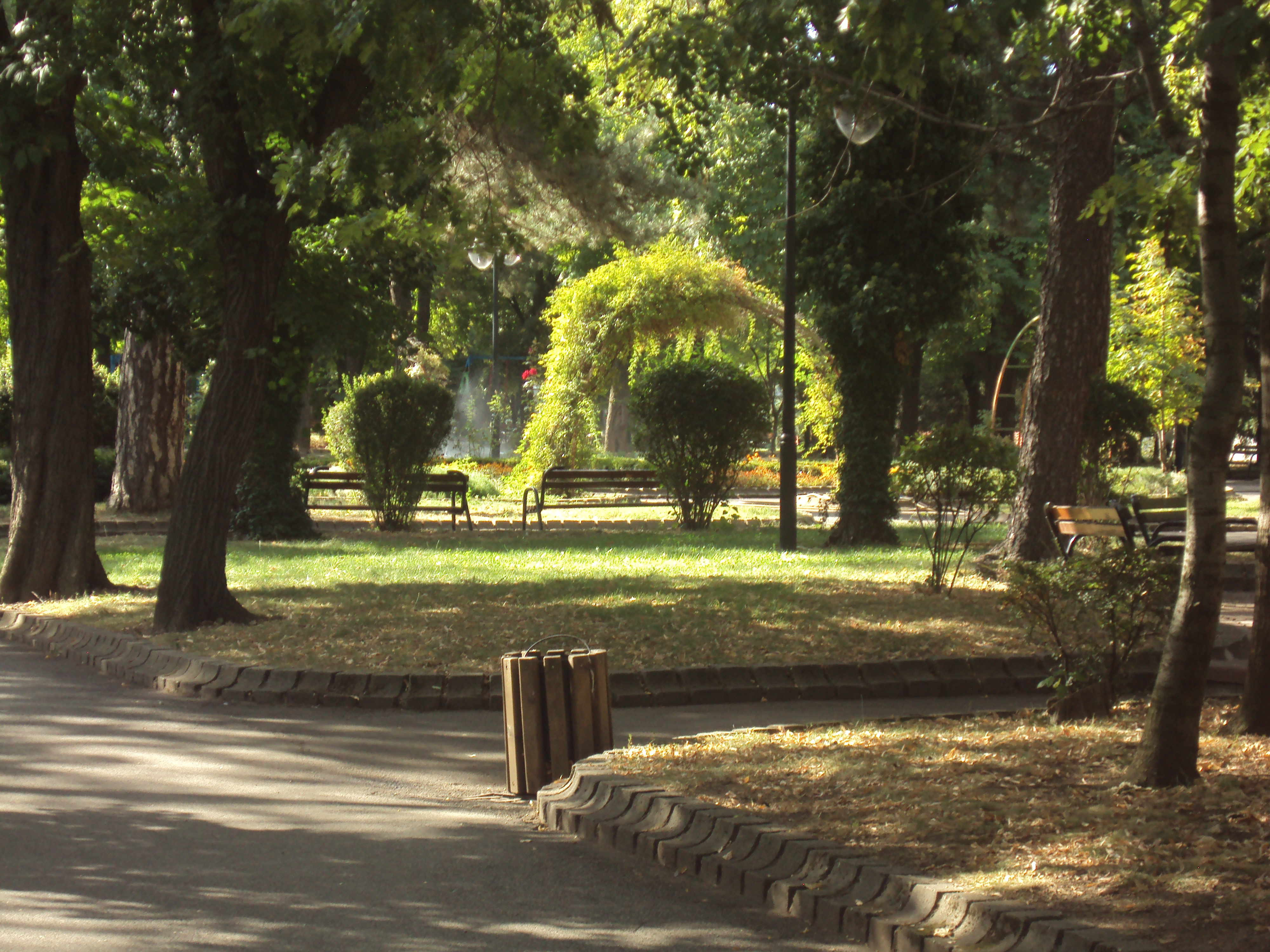
Městský park
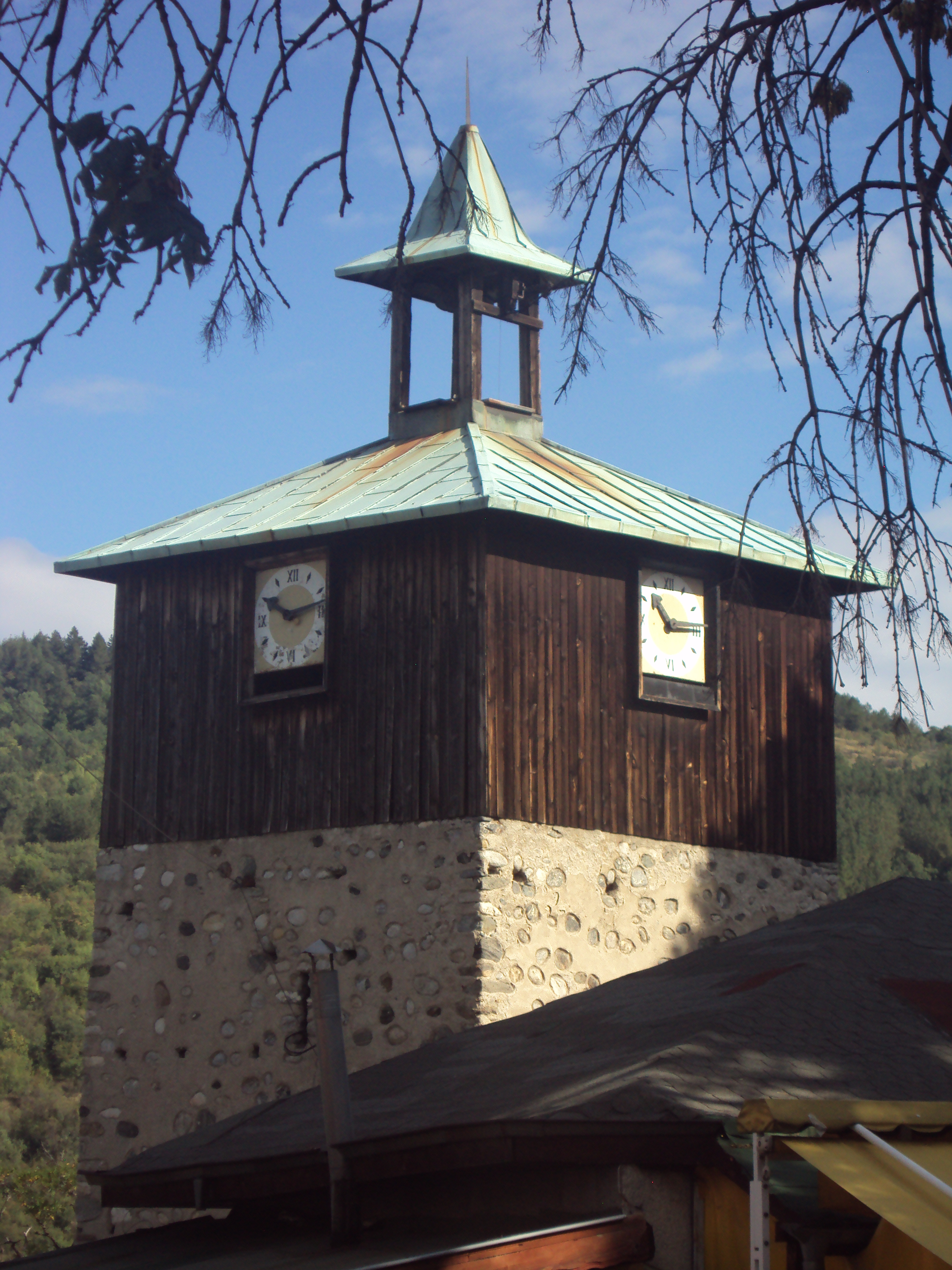
Hodinová věž
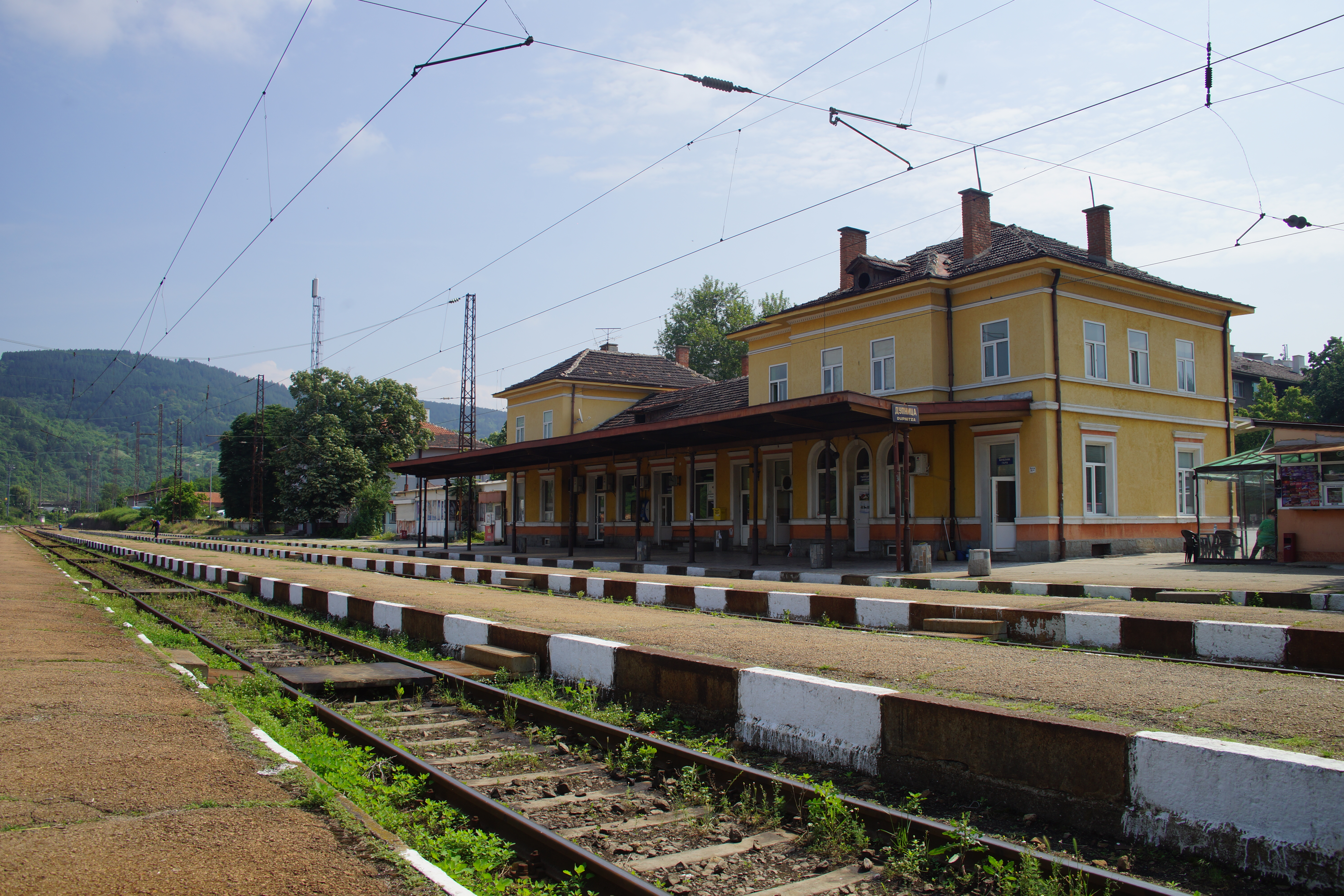
Nádraží

## Slavní rodáci
- Plamen Orešarski, bývalý bulharský předseda vlády

## Partnerská města
- Brjansk, Rusko